# Pożar buszu w Australii Zachodniej (1961)
Pożar buszu w Australii Zachodniej w 1961- klęska żywiołowa, która miała miejsce w styczniu i lutym 1961 i wystąpiła w południowo-zachodniej części Australii Zachodniej. Pożar od 20 do 24 stycznia pustoszył okolice Dwellingup a od 11 do 15 lutego okolice Pemberton. W wyniku pożarów nikt nie zginął. Miasta Dwellingup i Karridale zostały w dużej mierze uszkodzone. Pierwszy z pożarów wybuch w Dwellingup 19 stycznia 1961, następnego dnia pożary wybuchały w Darling Scarp wokół Mundaring oraz Mount Helena. W wyniku pożaru 123 osoby straciły domy a spaleniu uległo 4400 km² ziemi. 